# Śledziennica
Śledziennica (Chrysosplenium L.) – rodzaj roślin należący do rodziny skalnicowatych. Obejmuje od ok. 60 do ponad 70 gatunków. Największa liczba gatunków występuje w Japonii i w Chinach (w Chinach 35 gatunków, w tym 20 endemitów). Nieliczne gatunki rosną w Europie, Ameryce Północnej oraz na południowym krańcu Ameryki Południowej. W Polsce rosną dwa gatunki – śledziennica naprzeciwlistna (C. oppositifolium) i śledziennica skrętolistna (C. alternifolium).
Rośliny te zasiedlają wilgotne miejsca przy strumieniach oraz mszyste lasy. Europejskie gatunki należą do pierwszych roślin kwitnących wczesną wiosną. Niewielkie znaczenie ma jeden z chińskich gatunków – bardziej okazały C. davidianum rzadko uprawiany jako roślina ozdobna. Rodzajowa nazwa naukowa pochodzi od greckich słów chrysos i splenos oznaczających złoto i śledzionę. Pierwszy wyraz nawiązuje do barwy górnych liści i kwiatów, drugi do zastosowań medycznych.

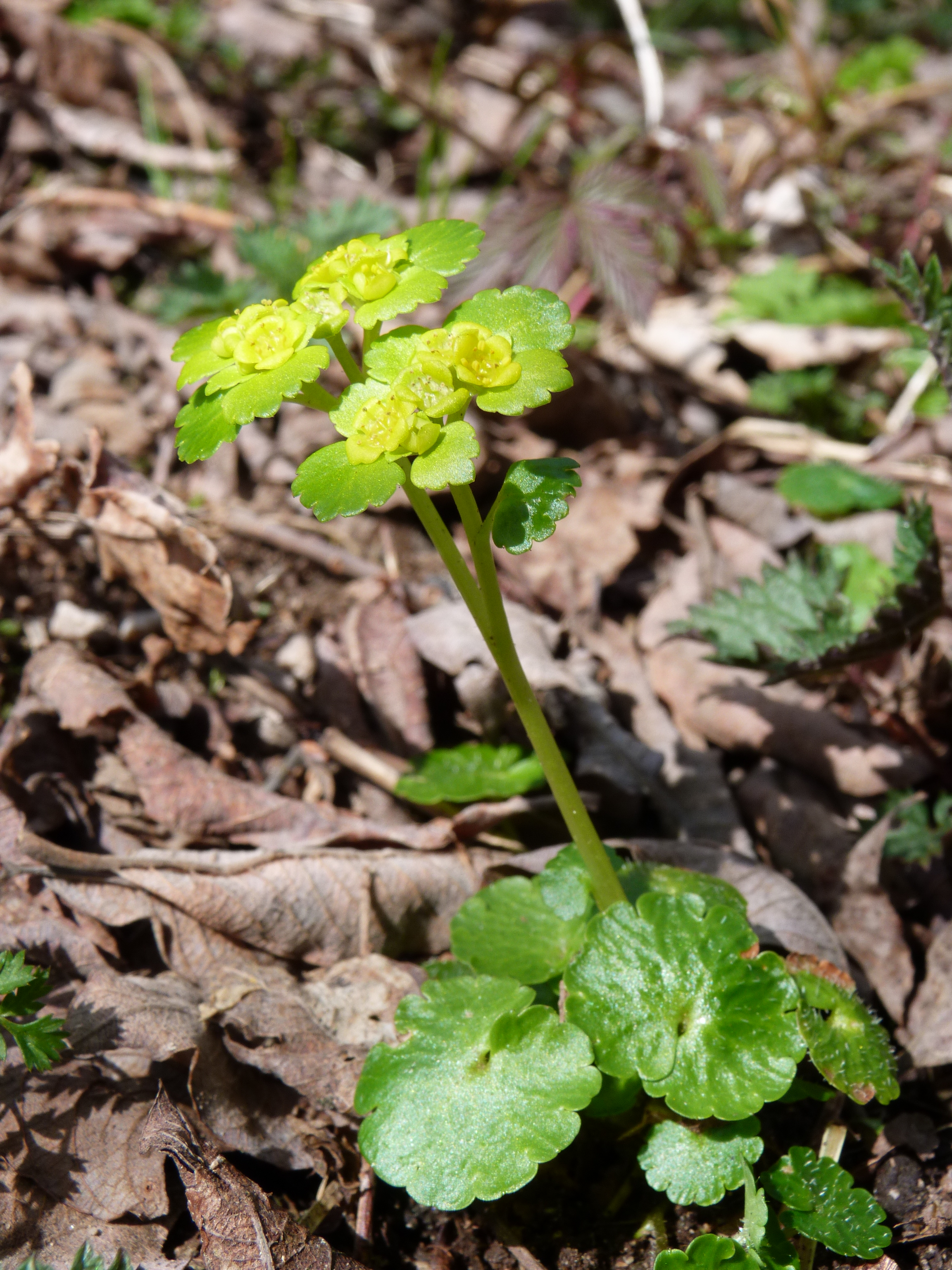
Śledziennica skrętolistna

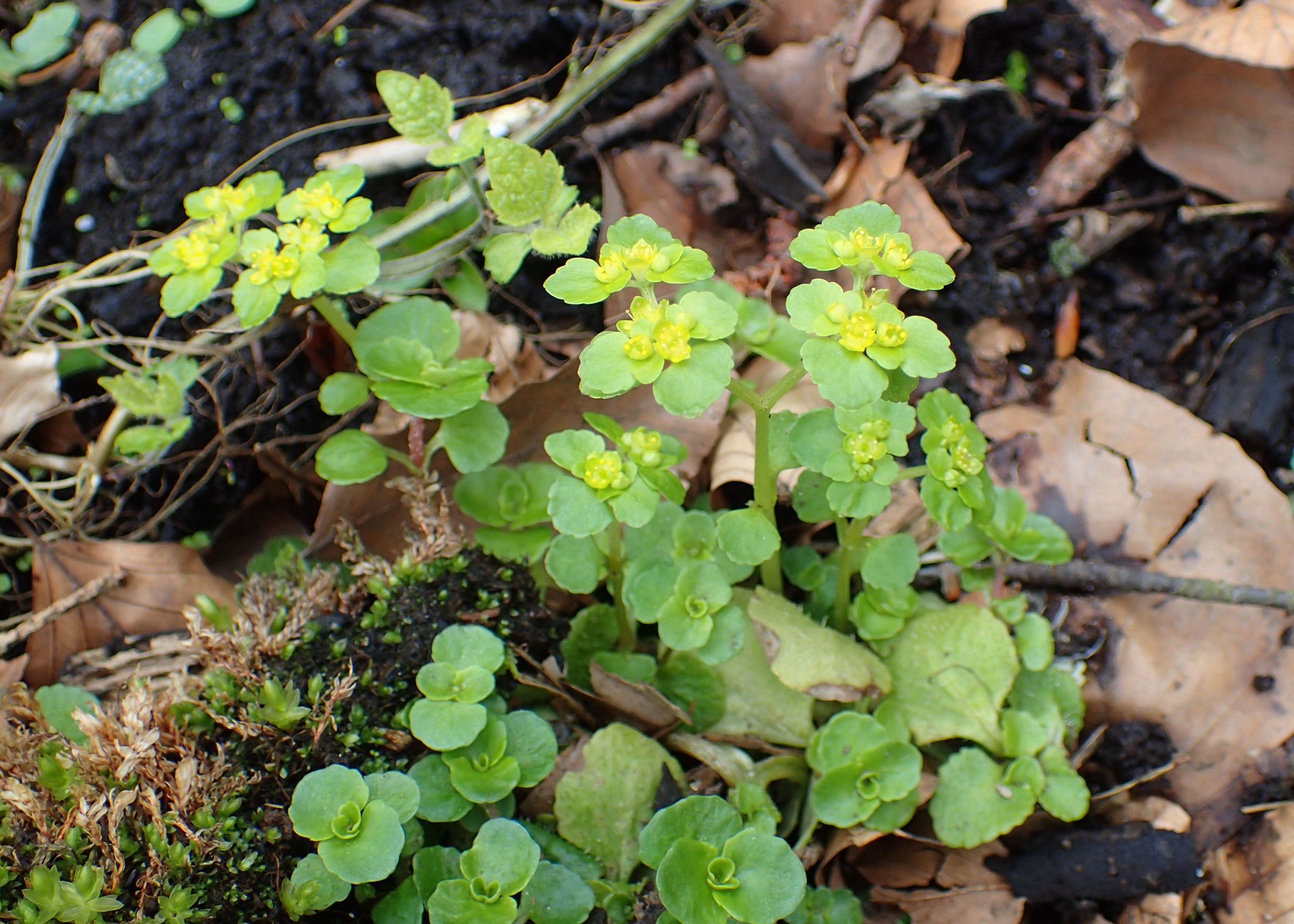
Śledziennica naprzeciwlistna

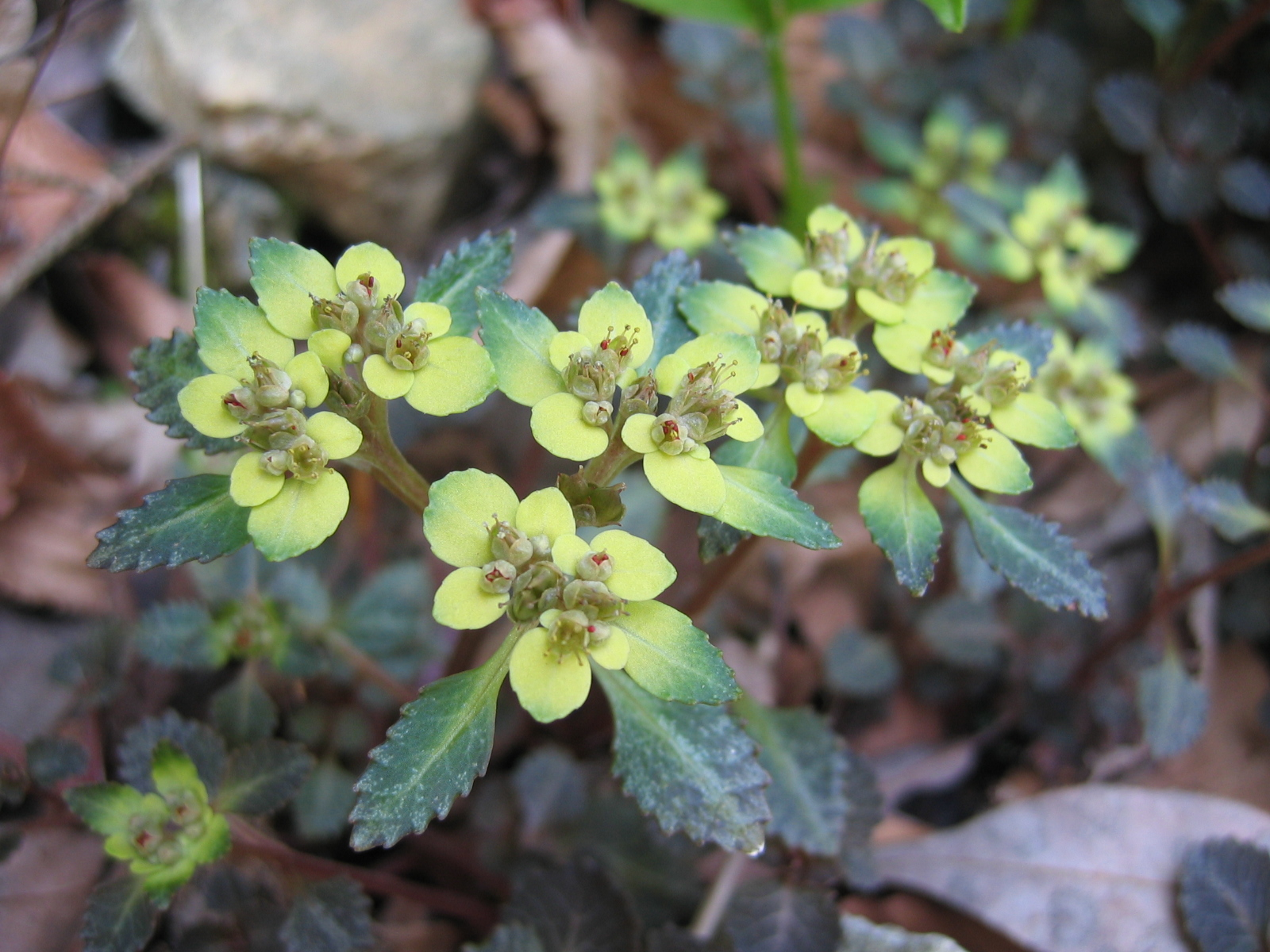
Chrysosplenium macrostemon

## Morfologia
PokrójNiewielkie byliny osiągające zwykle do 10 cm wysokości, czasem tylko 2 cm (C. wrightii), czasem sięgających do 30 cm. Tworzą płaty z powodu rozrastania się za pomocą kłączy, rozłogów (czasem z normalnymi liśćmi, czasem z liśćmi łuskowatymi) oraz korzeniących się łodyg, które pokładają się, podnoszą lub rosną wyprostowane. Rośliny różnych gatunków są nagie, rzadko lub gęsto owłosione.
LiścieCzęsto zimotrwałe, dolne zielone, górne żółtawe. Liście ogonkowe, u jednych gatunków skrętoległe, u innych – naprzeciwległe. Blaszka liściowa zwykle zaokrąglona, całobrzega lub na brzegu płytko wcinana. Użyłkowanie dłoniaste.
KwiatyDrobne, do 4 mm średnicy, zebrane po 2–30 (rzadko pojedyncze) w główkowato spłaszczone od góry wierzchotki na szczycie pędów. Działki kielicha 4, połączone u nasady, barwy żółtej, zielonawej lub białawe, czasem czerwono nabiegłe lub punktowane. Płatków korony brak. Pręcików jest zazwyczaj 8, czasem 4, rzadko 2. Zalążnia niemal całkowicie dolna, powstaje z jednego owocolistka, ale ma dwie szyjki słupka.
OwoceWielonasienne torebki po dojrzeniu rozdzielające się na dwie części i tworzące w ten sposób otwarty od góry kubeczek. Nasiona gładkie, czerwonobrązowe lub ciemnobrązowe są kuliste lub elipsoidalne. Rozprzestrzeniane są przez uderzenia kropli deszczu wpadające do rozpostartego owocu. U różnych gatunków nasiona w ten sposób wyrzucane wylatują z owocu na odległość od ok. 30 do ponad 100 cm.

## Systematyka
Rodzaj tradycyjnie dzielony był na dwie grupy gatunków ulistnionych naprzeciw- i skrętolegle. Podział taki znajduje potwierdzenie w badaniach molekularnych i biochemicznych, wykazujących istotne różnice między tymi grupami. 
Pozycja systematyczna według Angiosperm Phylogeny Website (aktualizowany system APG IV z 2016)
Rodzaj Chrysosplenium należy do rodziny skalnicowatych (Saxifragaceae), która jest rodziną siostrzaną dla agrestowatych (Grossulariaceae) i wraz z nią należy do rzędu skalnicowców (Saxifragales) w obrębie okrytonasiennych.
Pozycja według systemu Reveala (1994-1999)
Gromada okrytonasienne (Magnoliophyta Cronquist), podgromada Magnoliophytina Frohne & U. Jensen ex Reveal, klasa Rosopsida Batsch, podklasa różowe (Rosidae Takht.), nadrząd Saxifraganae Reveal, rząd skalnicowce (Saxifragales Dumort.), podrząd Saxifragineae Engl., rodzina skalnicowate (Saxifragaceae Juss.), plemię Chrysosplenieae Dumort., rodzaj śledziennica (Chrysosplenium L.).
Wykaz gatunków
- Chrysosplenium absconditicapsulum J.T.Pan
- Chrysosplenium albertii Malyschev
- Chrysosplenium album Maxim.
- Chrysosplenium alpinum (Schur) Schur
- Chrysosplenium alternifolium L. – śledziennica skrętolistna
- Chrysosplenium americanum Schwein. ex Hook.
- Chrysosplenium aulacocarpum Ernst
- Chrysosplenium axillare Maxim.
- Chrysosplenium baicalense Maxim.
- Chrysosplenium biondianum Engl.
- Chrysosplenium carnosum Hook.f. & Thomson
- Chrysosplenium cavaleriei H.Lév. & Vaniot
- Chrysosplenium chinense (H.Hara) J.T.Pan
- Chrysosplenium davidianum Decne. ex Maxim.
- Chrysosplenium delavayi Franch.
- Chrysosplenium dubium J.Gay ex Ser.
- Chrysosplenium echinus Maxim.
- Chrysosplenium fauriae Franch.
- Chrysosplenium filipes Kom.
- Chrysosplenium flagelliferum F.Schmidt
- Chrysosplenium flaviflorum Ohwi
- Chrysosplenium forrestii Diels
- Chrysosplenium funiushanensis S.Y.Wang
- Chrysosplenium fuscopuncticulosum Z.P.Jien
- Chrysosplenium giraldianum Engl.
- Chrysosplenium glaberrimum W.T.Wang
- Chrysosplenium glechomifolium Nutt.
- Chrysosplenium glossophyllum H.Hara
- Chrysosplenium grayanum Maxim.
- Chrysosplenium griffithii Hook.f. & Thomson
- Chrysosplenium hebetatum Ohwi
- Chrysosplenium hydrocotylifolium H.Lév. & Vaniot
- Chrysosplenium iowense Rydb.
- Chrysosplenium japonicum (Maxim.) Makino
- Chrysosplenium jienningense W.T.Wang
- Chrysosplenium kamtschaticum Fisch. ex Ser.
- Chrysosplenium lanuginosum Hook.f. & Thomson
- Chrysosplenium lectus-cochleae Kitag.
- Chrysosplenium lixianense Z.P.Jien ex J.T.Pan
- Chrysosplenium macranthum Hook.
- Chrysosplenium macrophyllum Oliv.
- Chrysosplenium macrostemon Maxim. ex Franch. & Sav.
- Chrysosplenium maximowiczii Franch. & Sav.
- Chrysosplenium microspermum Franch.
- Chrysosplenium nagasei Wakab. & H.Ohba
- Chrysosplenium nepalense D.Don
- Chrysosplenium nudicaule Bunge
- Chrysosplenium oppositifolium L. – śledziennica naprzeciwlistna
- Chrysosplenium ovalifolium M.Bieb. ex Ledeb.
- Chrysosplenium oxygraphoides Hand.-Mazz.
- Chrysosplenium peltatum Turcz.
- Chrysosplenium pilosum Maxim.
- Chrysosplenium pseudopilosum Wakab. & Hid.Takah.
- Chrysosplenium qinlingense Z.P.Jien ex J.T.Pan
- Chrysosplenium ramosum Maxim.
- Chrysosplenium rhabdospermum Maxim.
- Chrysosplenium rimosum Kom.
- Chrysosplenium rosendahlii Packer
- Chrysosplenium sedakowii Turcz.
- Chrysosplenium serreanum Hand.-Mazz.
- Chrysosplenium sikangense H.Hara
- Chrysosplenium singalilense H.Hara
- Chrysosplenium sinicum Maxim.
- Chrysosplenium taibaishanense J.T.Pan
- Chrysosplenium tenellum Hook.f. & Thomson
- Chrysosplenium tetrandrum (N.Lund) Th.Fr.
- Chrysosplenium tosaense (Makino) Makino ex Sutô
- Chrysosplenium trichospermum Edgew. ex Hook.f. & Thomson
- Chrysosplenium uniflorum Maxim.
- Chrysosplenium valdivicum Hook.
- Chrysosplenium woroschilovii Netsaeva
- Chrysosplenium wrightii Franch. & Sav.
- Chrysosplenium wuwenchenii Z.P.Jien